# Belgische gemeenteraadsverkiezingen 1946
De Belgische gemeenteraadsverkiezingen van 1946 vonden plaats op zondag 24 november 1946. De vorige gemeenteraadsverkiezingen vonden plaats op zondag 16 oktober 1938 en de volgende op zondag 12 oktober 1952.
De gemeenteraden van alle 2.670 Belgische gemeenten werden herkozen.
Van 1940 tot 1945 was de staat België verwikkeld in de Tweede Wereldoorlog waarbij er geen (gemeenteraads)verkiezingen plaatsvonden. Dit verklaart enigszins de acht jaar tussen de verkiezingen van oktober 1938 en november 1946. Ook was er de naoorlogse chaos van de opbouwjaren die maakte dat na de nationale Belgische verkiezingen van 17 februari 1946 de in oktober geplande gemeenteraadsverkiezingen pas in november plaatsvonden.
- Kiezers: 5.350.888, exclusief de kiezers in de gemeenten waar de verkiezing zonder stemming is verlopen (205.948)
- Gestemd: 4.857.234 (opkomst 90,77%)
- Te verkiezen gemeenteraadsleden: 23.692
- Kandidaten: 54.286[1]

## Zonder stemming
In een aantal gemeenten waren er evenveel (of zelfs minder) kandidaten als het aantal te verkiezen gemeenteraadsleden, waardoor de kandidaten automatisch verkozen zijn.
- Dit is het geval in 389 gemeenten (14,57% van alle gemeenten)
- In totaal 3.108 gemeenteraadsleden (13,12% van alle raadsleden)
- In totaal 205.948 kiesgerechtigden die niet moesten stemmen (3,85% van alle kiesgerechtigden)

## Uitslagen
In Antwerpen wordt eerste minister Camille Huysmans (BSP) als burgemeester herkozen en Willem Eekelers (BSP) als waarnemend burgemeester. De nieuwe burgemeester vanaf 1947 wordt Lode Craeybeckx (BSP).
In Brussel worden 41 gemeenteraadsleden verkozen: 14 PSC-CVP, 13 PL-LP, 9 PSB-BSP, 3 PCB-BKP. Joseph Vandemeulebroek (LP-PL) wordt als burgemeester herkozen.
In Gent wordt Emile Claeys (CVP) als nieuwe burgemeester verkozen.
In Luik worden 39 gemeenteraadsleden verkozen: 15 katholieken, 15 socialisten, 5 communisten en 4 liberalen. Paul Gruselin (PSB) wordt als burgemeester herkozen.